# Giuseppe de Blasio
Giuseppe de Blasio (1892 – 1979) è stato un giornalista italiano.

## Biografia
Ha combattuto durante la prima guerra mondiale come giovane ufficiale. Ferito due volte, è stato decorato con due medaglie d'argento e una di bronzo al valor militare; è stato anche insignito dell'ordine militare di Cavaliere di Vittorio Veneto.
Sposatosi nel 1923 con la pittrice-scultrice Maria Antonietta Rossi, le è stato vicino per tutta la vita. Ha lavorato al quotidiano La Tribuna ed è divenuto, nel 1924, direttore responsabile del settimanale romano La Tribuna illustrata, incarico mantenuto fino al 1944, dimostrando sempre equilibrio e capacità di autonomia rispetto alle autorità politico-governative di controllo. I giornalisti Caron e Vaccari e il disegnatore della copertina, Vittorio Pisani, furono fra i suoi più stretti collaboratori.
Conosciuto negli ambienti artistici romani, è stato amico, tra l'altro, di Anton Giulio Bragaglia, Emilio Cecchi, Bruno Barilli (tra i letterati), e di molti pittori della Scuola romana: Scipione Bonichi, A. Bartoli, Socrate, Mafai, Oppo, Ceracchini, Francalancia.